# 變綠紅菇
變綠紅菇（學名：Russula virescens）是一種紅菇屬的擔子菌菇類，又稱為野生綠菇、綠菌、青蓋子、青菌（中國東北）、青面梨菇（福建）、青蛙菌、綠豆菌（廣西）、青臉菌（四川）、青頭菌（云南）和青湯菌（貴州）。它的主要的外觀鑑別特徵包括：淡綠色菌蓋，表面附有深綠色突起；緻密的白色菌褶；以及白色柱狀、實心菌柄。變綠紅菇分佈廣遍英國、歐洲和亞洲，或單株、或群散，生長在落葉及混合林的土壤上，多與櫟樹、歐洲山毛櫸等硬木樹種共生形成菌根。它可能也出現在北美洲，但由於易與黃斑綠菇（學名：Russula crustosa）等類似菇種混淆，迄今未有明確定論。此外，研究顯示，變綠紅菇的核糖核酸酶相較於其他食用菇類，具有特殊的生物化學屬性。

## 分類
變綠紅菇最早在1774年由雅各布·克里斯汀·謝弗描述，命名為「Agaricus virescens」。1836年，隨著群類被伊利阿斯·馬格努斯·弗里斯轉移至紅菇屬，變綠紅菇於是定名為「Russula virescens」。它是變綠紅菇亞目（Virescentinae）的模式種；該亞目的特徵是菌蓋表面上布有類似糠的突起。
它的種小名「virescens」是拉丁文「變綠」的意思。而由於其菌蓋表面顏色和質地為辨識特徵，變綠紅菇在中國各地又有青臉菌、青蓋子等眾多別名。

## 外部連結
- 變綠紅菇，菇菌與毒蕈，行政院農業委員會持有生物研究保育中心
- Healing-mushrooms.net（页面存档备份，存于） 描述與藥性（英文）
- Morelmushroomhunting.com 相片（英文）